# Tremoço-de-minas
O tremoço-de-minas (Lupinus crotalarioides) é uma espécie de tremoço nativa do Brasil e abundante no estado de Minas Gerais. Tais plantas possuem flores aromáticas de coloração azulada. Também são conhecidas pelo nome de tremoço-de-flor-azul.
A espécie foi inicialmente descrita por Carl Friedrich Philipp von Martius e posteriormente publicada de maneira válida por George Bentham em Flora Brasiliensis 15(1A): 11–12. 1859.
O número cromossómico da fase gametófita é igual a 18.